# Puchar Ligi Angielskiej w piłce nożnej (2013/2014)
Puchar Ligi Angielskiej w piłce nożnej 2013/2014 (nazwa marketingowa Capital One Cup) - 54. edycja rozgrywek mających na celu wyłonienie zdobywcy Pucharu Ligi Angielskiej.
Obrońcą tytułu była Swansea City, która w poprzedniej edycji pokonała Bradford City 5:0. Puchar wywalczył – po raz trzeci w historii – Manchester City.

## Runda pierwsza
W rundzie pierwszej swoje mecze rozegrały: 24 drużyny z League Two, 24 drużyny z League One oraz 22 drużyny z Championship. Losowanie odbyło się 17 czerwca 2013 r. Mecze tej rundy odbyły się w dniach 5-7 sierpnia 2013 r.
| Drużyna 1              | Wynik        | Drużyna 2               |
| ---------------------- | ------------ | ----------------------- |
| 5 sierpnia 2013        |              |                         |
| Preston North End      | 1:0          | Blackpool               |
| 6 sierpnia 2013        |              |                         |
| Bury                   | 3:2          | Crewe Alexandra         |
| Shrewsbury Town        | 1:3          | Bolton Wanderers        |
| Middlesbrough          | 1:2          | Accrington Stanley      |
| Doncaster Rovers       | 1:0          | Rochdale                |
| Barnsley               | 0:0 (k. 5:4) | Scunthorpe United       |
| Tranmere Rovers        | 2:0          | Mansfield Town          |
| York City              | 0:4          | Burnley                 |
| Sheffield United       | 1:2          | Burton Albion           |
| Oldham Athletic        | 0:1          | Derby County            |
| Morecambe              | 1:0          | Wolverhampton Wanderers |
| Nottingham Forest      | 3:1          | Hartlepool United       |
| Huddersfield Town      | 2:1          | Bradford City           |
| Port Vale              | 1:2          | Walsall                 |
| Gillingham             | 0:2          | Bristol City            |
| Bournemouth            | 1:0          | Portsmouth              |
| Wycombe Wanderers      | 1:2          | Leicester City          |
| Brentford              | 3:2          | Dagenham & Redbridge    |
| Exeter City            | 0:2          | Queens Park Rangers     |
| Charlton Athletic      | 4:0          | Oxford United           |
| Southend United        | 0:1          | Yeovil Town             |
| Millwall               | 2:1          | AFC Wimbledon           |
| Swindon Town           | 1:0          | Torquay United          |
| Birmingham City        | 3:2 pd.      | Plymouth Argyle         |
| Stevenage              | 2:0          | Ipswich Town            |
| Cheltenham Town        | 4:3 pd.      | Crawley Town            |
| Bristol Rovers         | 1:3          | Watford                 |
| Northampton Town       | 1:2          | Milton Keynes Dons      |
| Leyton Orient          | 3:2          | Coventry City           |
| Colchester United      | 1:5          | Peterborough United     |
| Brighton & Hove Albion | 1:3 pd.      | Newport County          |
| Rotherham United       | 2:1          | Sheffield Wednesday     |
| 7 sierpnia 2013        |              |                         |
| Notts County           | 3:2          | Fleetwood Town          |
| Leeds United           | 2:1          | Chesterfield            |
| Carlisle United        | 3:3 (k. 4:3) | Blackburn Rovers        |

## Runda druga
W rundzie drugiej przystąpiło: 35 zwycięzców z rundy pierwszej, 14 drużyn z Premier League, oraz jedna drużyna z Championship. Losowanie odbyło się 8 sierpnia 2013 r. Mecze tej rundy odbyły się 27-28 sierpnia 2013 r.
| Drużyna 1            | Wynik        | Drużyna 2          |
| -------------------- | ------------ | ------------------ |
| 27 sierpnia 2013     |              |                    |
| Carlisle United      | 2:5          | Leicester City     |
| Doncaster Rovers     | 1:3          | Leeds United       |
| Sunderland           | 4:2          | Milton Keynes Dons |
| West Bromwich Albion | 3:0          | Newport County     |
| Bristol City         | 2:1          | Crystal Palace     |
| Peterborough United  | 6:0          | Reading            |
| Barnsley             | 1:5          | Southampton        |
| Burton Albion        | 2:2 (k. 4:5) | Fulham             |
| Burnley              | 2:0          | Preston North End  |
| Liverpool            | 4:2 pd.      | Notts County       |
| Norwich City         | 6:3          | Bury               |
| Leyton Orient        | 0:1 pd.      | Hull City          |
| Huddersfield Town    | 3:2          | Charlton Athletic  |
| Tranmere Rovers      | 1:1 (k. 4:2) | Bolton Wanderers   |
| Queens Park Rangers  | 0:2          | Swindon Town       |
| Derby County         | 5:0          | Brentford          |
| Yeovil Town          | 3:3 (k. 2:3) | Birmingham City    |
| West Ham United      | 2:1          | Cheltenham Town    |
| 28 sierpnia 2013     |              |                    |
| Nottingham Forest    | 2:1 pd.      | Millwall           |
| Everton              | 2:1 pd.      | Stevenage          |
| Stoke City           | 3:1          | Walsall            |
| Aston Villa          | 3:0          | Rotherham United   |
| Morecambe            | 0:2          | Newcastle United   |
| Watford              | 2:0          | Bournemouth        |
| Accrington Stanley   | 0:2          | Cardiff City       |

## Runda trzecia
W trzeciej rundzie przystąpiły drużyny, które zakwalifikowały się do rozgrywek Ligi Mistrzów oraz Ligi Europy – obrońcy tytułu Swansea City, Manchester United, Manchester City, Chelsea, Arsenal, Tottenham Hotspur oraz Wigan Athletic. Dołączyło do nich 25 zwycięzców z rundy drugiej. Losowanie odbyło się 28 sierpnia 2013 r. Spotkania rozegrano 24 i 25 września 2013 r.
| Drużyna 1            | Wynik        | Drużyna 2           |
| -------------------- | ------------ | ------------------- |
| 24 września 2013     |              |                     |
| Sunderland           | 2:0          | Peterborough United |
| West Ham United      | 3:2          | Cardiff City        |
| Manchester City      | 5:0          | Wigan Athletic      |
| Burnley              | 2:1          | Nottingham Forest   |
| Southampton          | 2:0          | Bristol City        |
| Swindon Town         | 0:2          | Chelsea             |
| Watford              | 2:3 pd.      | Norwich City        |
| Aston Villa          | 0:4          | Tottenham Hotspur   |
| Hull City            | 1:0          | Huddersfield Town   |
| Leicester City       | 2:1          | Derby County        |
| Fulham               | 2:1          | Everton             |
| 25 września 2013     |              |                     |
| Manchester United    | 1:0          | Liverpool           |
| Newcastle United     | 2:0          | Leeds United        |
| West Bromwich Albion | 1:1 (k. 3:4) | Arsenal             |
| Tranmere Rovers      | 0:2          | Stoke City          |
| Birmingham City      | 3:1          | Swansea City        |

## Runda czwarta
Losowanie odbyło się 25 września 2013 r. Mecze odbyły się 29-30 października 2013 r. i 6 listopada 2013 r.
| Drużyna 1            | Wynik        | Drużyna 2       |
| -------------------- | ------------ | --------------- |
| 29 października 2013 |              |                 |
| Leicester City       | 4:3          | Fulham          |
| Birmingham City      | 4:4 (k. 2:4) | Stoke City      |
| Manchester United    | 4:0          | Norwich City    |
| Burnley              | 0:2          | West Ham United |
| Arsenal              | 0:1          | Chelsea         |
| 30 października 2013 |              |                 |
| Tottenham Hotspur    | 2:2 (k. 8:7) | Hull City       |
| Newcastle United     | 0:2 pd.      | Manchester City |
| 6 listopada 2013     |              |                 |
| Sunderland           | 2:1          | Southampton     |

## Ćwierćfinał
Losowanie odbyło się 30 października 2013 r. Mecze odbyły się 17 i 18 grudnia 2013 r.
| Drużyna 1         | Wynik   | Drużyna 2         |
| ----------------- | ------- | ----------------- |
| 17 grudnia 2013   |         |                   |
| Leicester City    | 1:3     | Manchester City   |
| Sunderland        | 2:1 pd. | Chelsea           |
| 18 grudnia 2013   |         |                   |
| Stoke City        | 0:2     | Manchester United |
| Tottenham Hotspur | 1:2     | West Ham United   |

## Półfinał
Losowanie odbyło się 18 grudnia 2013 r. Pierwsze mecze odbyły się 7 i 8 stycznia, rewanże 21 i 22 stycznia 2014 r.
| Drużyna 1       | Wynik dwumeczu | Drużyna 2         | Pierwszy mecz | Drugi mecz |
| --------------- | -------------- | ----------------- | ------------- | ---------- |
| Sunderland      | 3:3 (k. 2:1)   | Manchester United | 2:1           | 1:2        |
| Manchester City | 9:0            | West Ham United   | 6:0           | 3:0        |

## Finał
Mecz finałowy został rozegrany na stadionie Wembley, w niedzielę, 2 marca 2014.
| 2 marca 2014 16:00 UT | Manchester City · Touré 55' · Nasri 56' · Navas 90' | 3:10:1Raport | Sunderland · 10' Borini | Stadion Wembley, Londyn Widzów: 84 697 Sędzia: Martin Atkinson |
|                       |                                                     |              |                         |                                                                |